# Raïon de Tchortkiv
Le raïon de Tchortkiv (en ukrainien : Чортківський район) est un raïon situé dans l'oblast de Ternopil en Ukraine. Son chef-lieu est Tchortkiv.
Avec la réforme administrative de 2020 en Ukraine l’extension du raïon inclus la disparition des anciens raïons : 
- Borchtchiv,
- Zalichtchytsky ,
- Monastyryska,
- Houssiatyn,
- Boutchatch dans le nouveau raion de Tchortkiv.

## Lieux d'intérêt
La citadelle de la sainte Trinité.

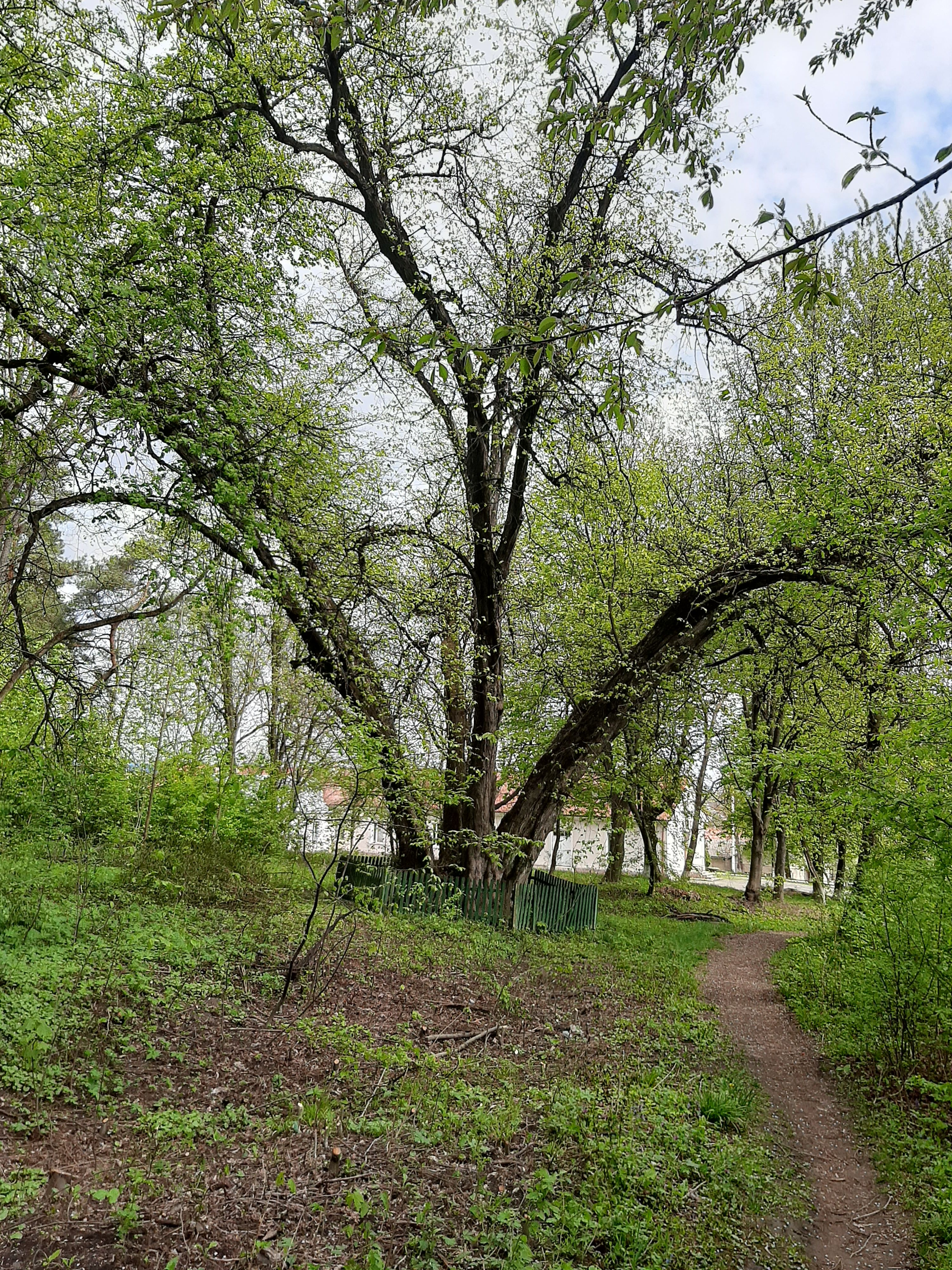
Le nœud d'arbres, classé[1],
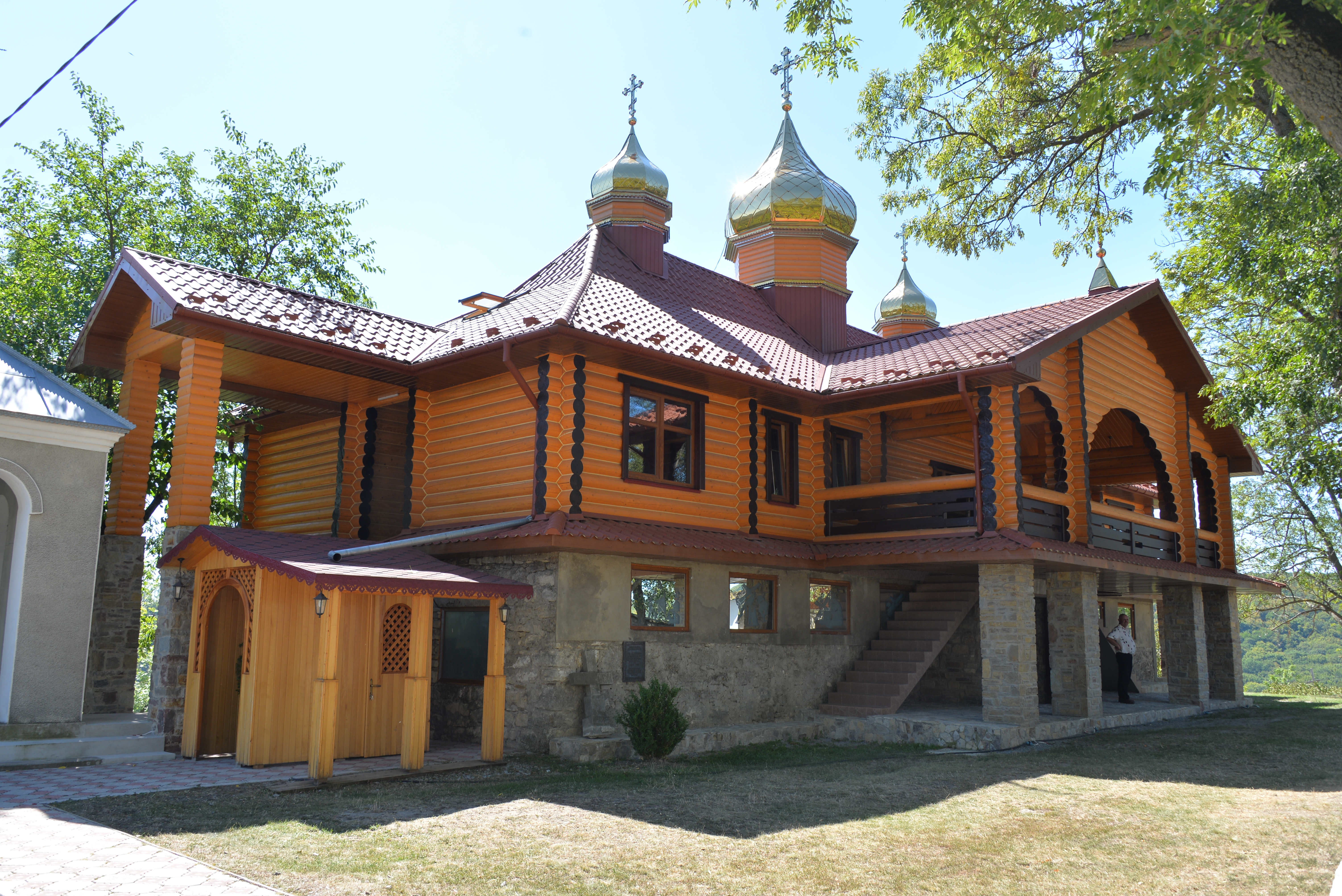
monastère basilien, classée[2],
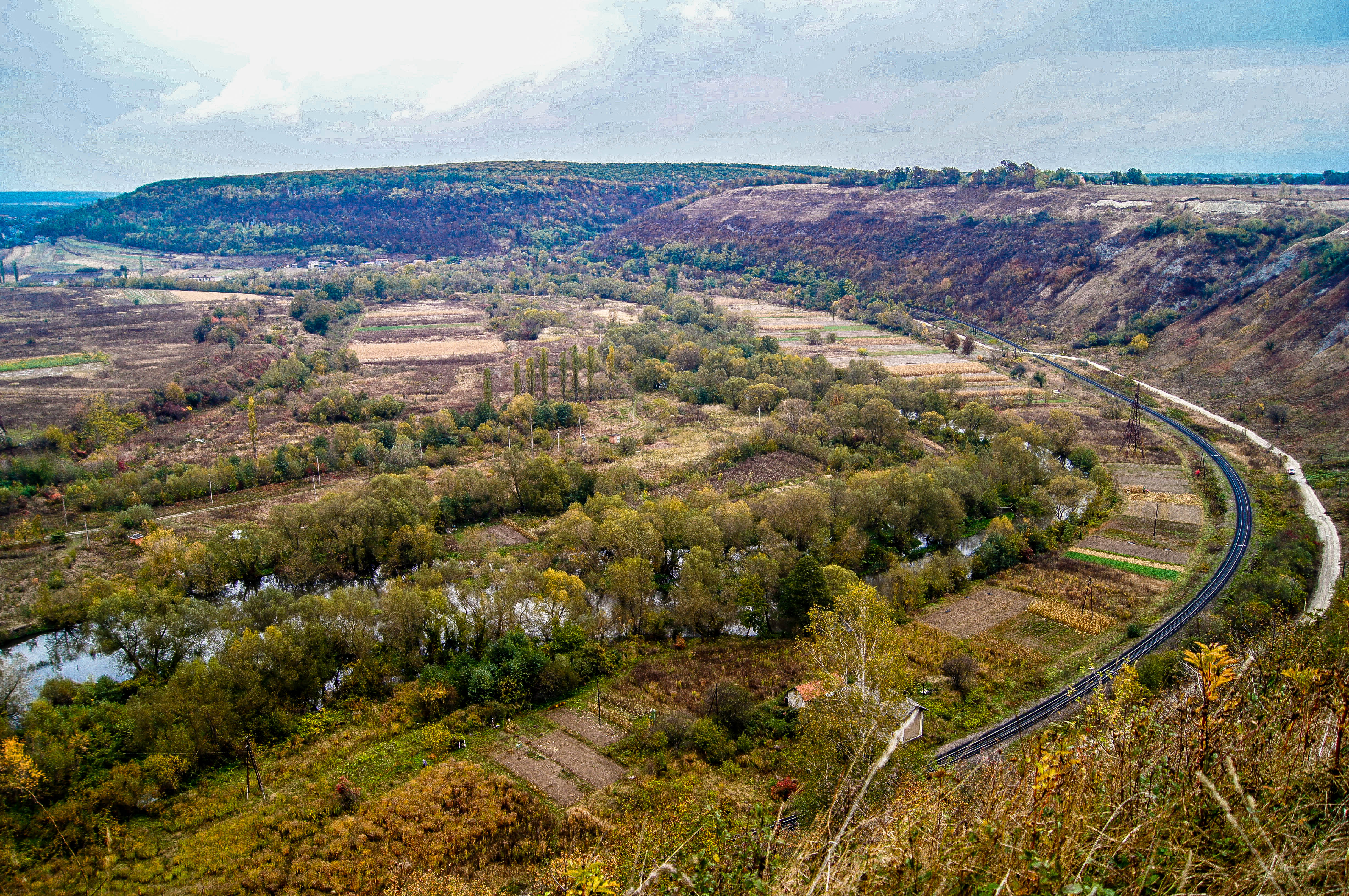
le canyon de Serets, classé
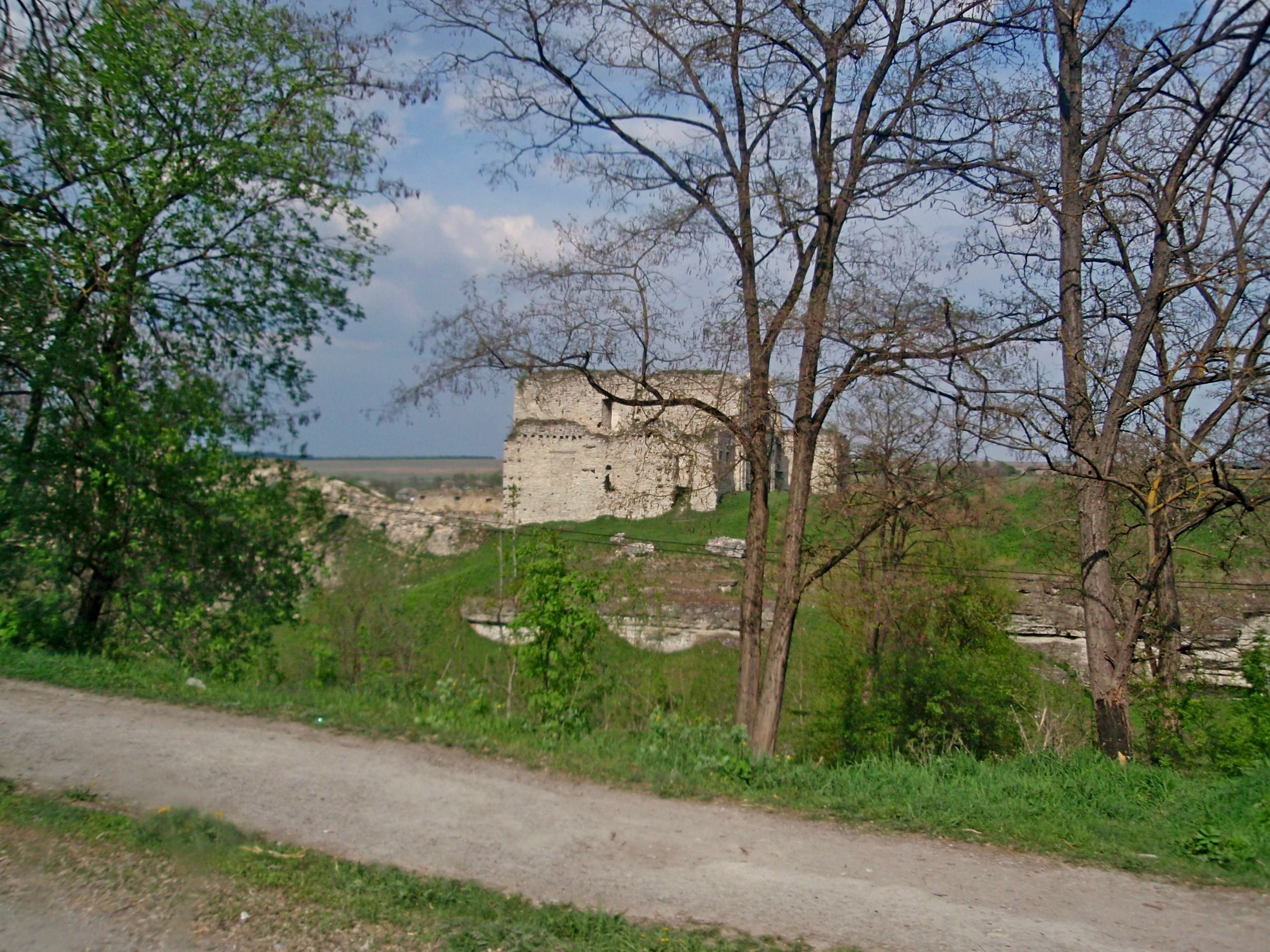
affleurement du silurien, classé[4] et le château de Skala-Podilska,
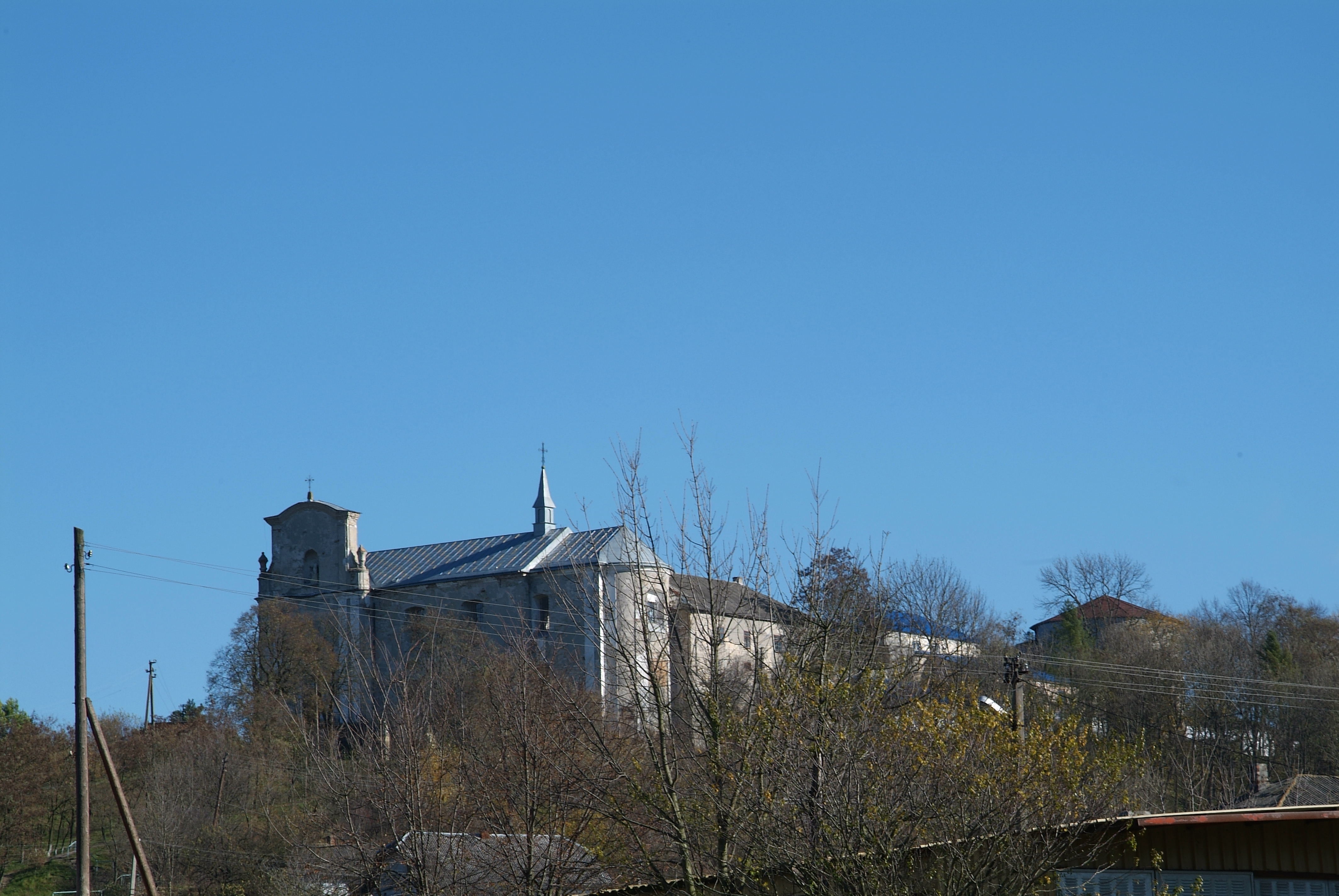
château et couvent de Boudaniv, classé[5],[6],[7],
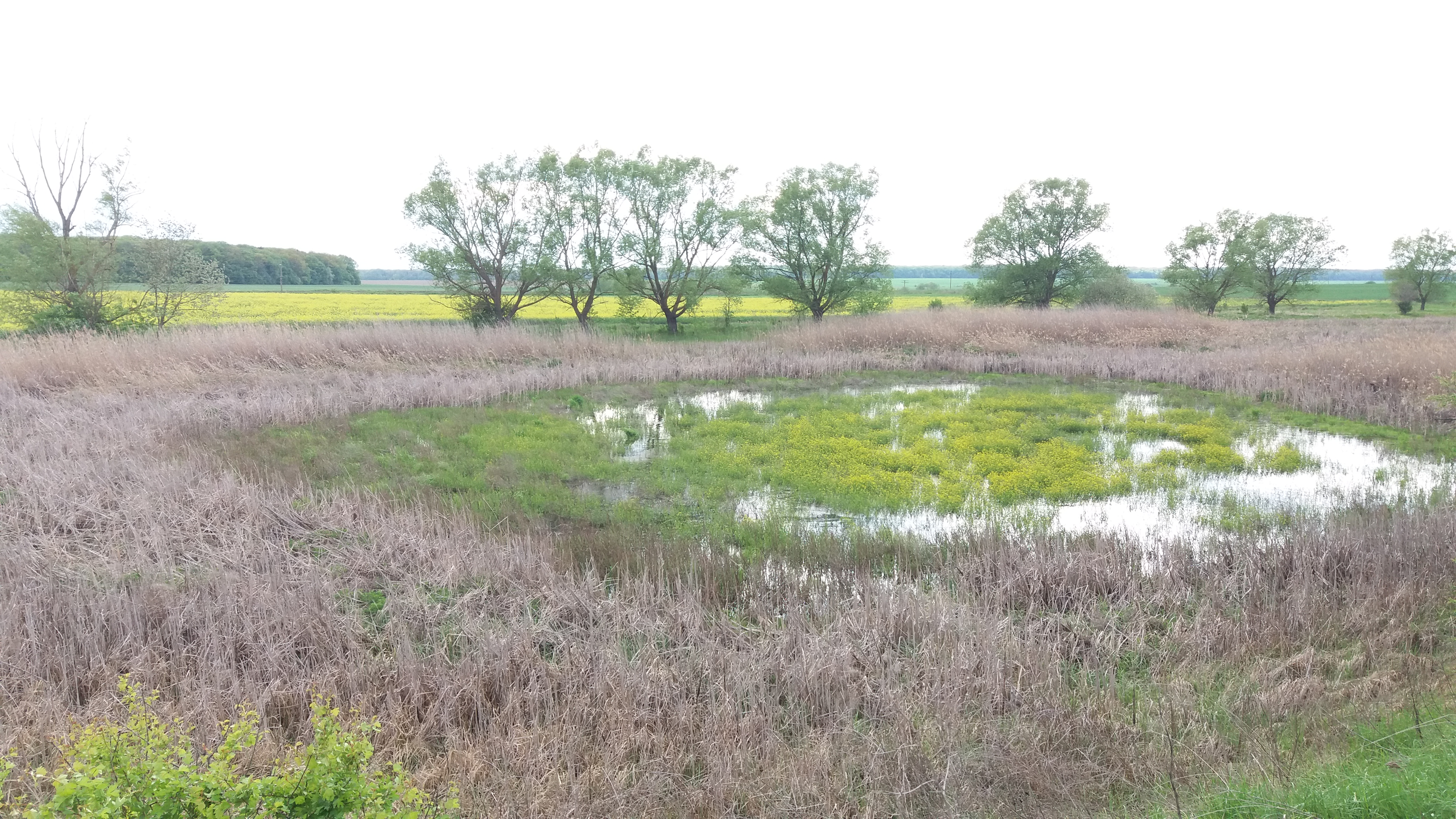
ozertsia de Boroukhiv, classée[8],
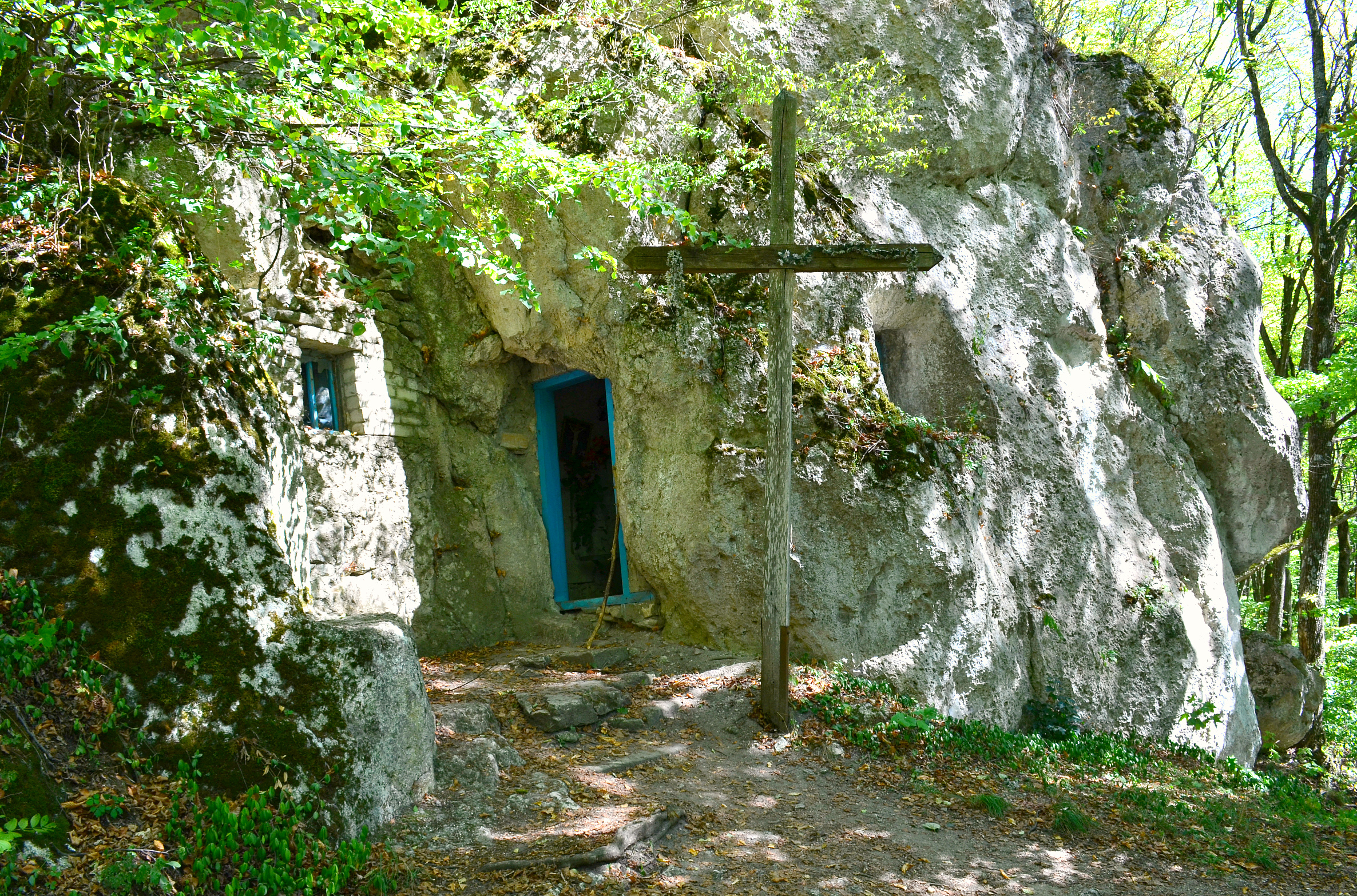
grotte de l’ermite, classée[9],
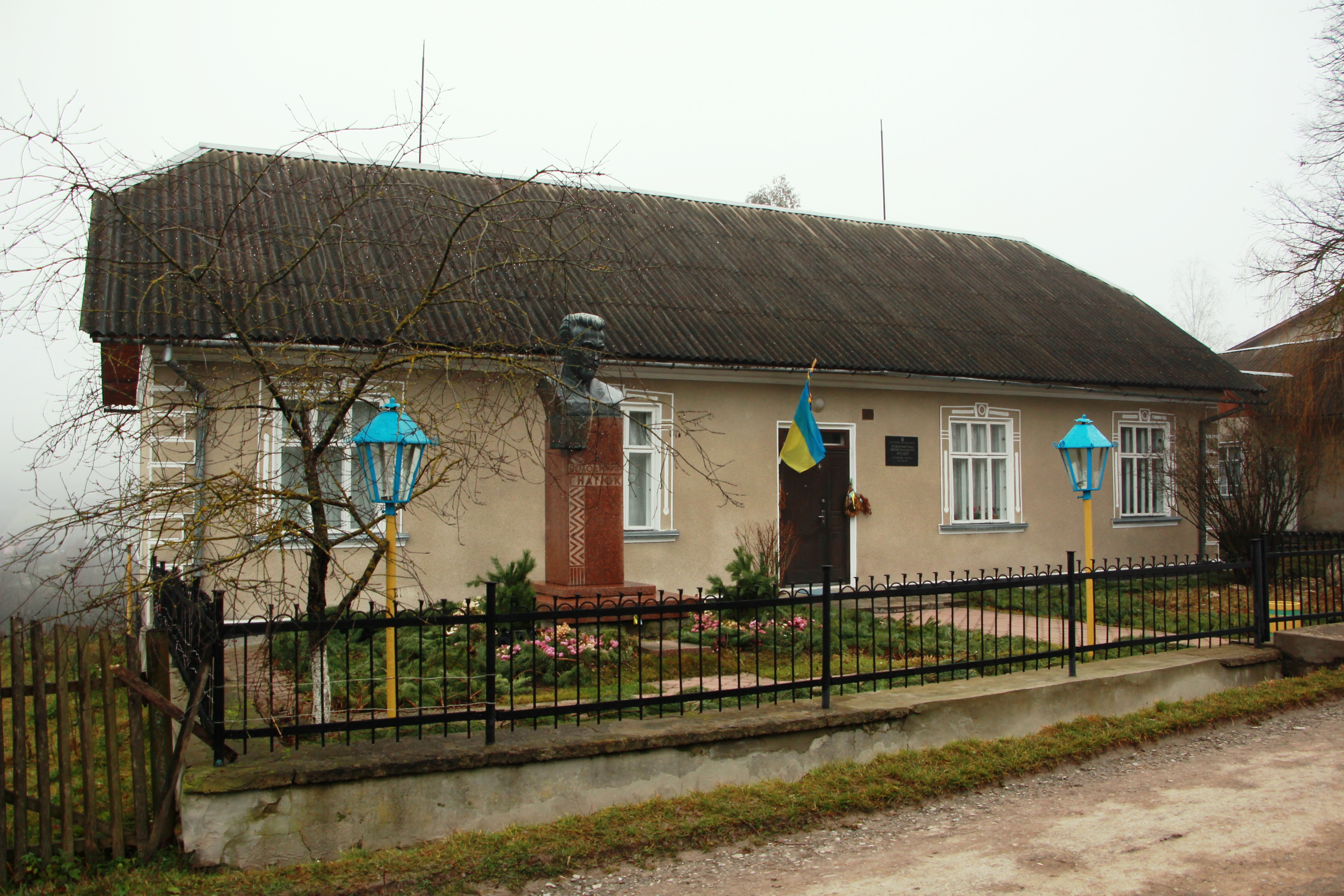
Le musée Volodymyr Hnatiouk de Velesniv.
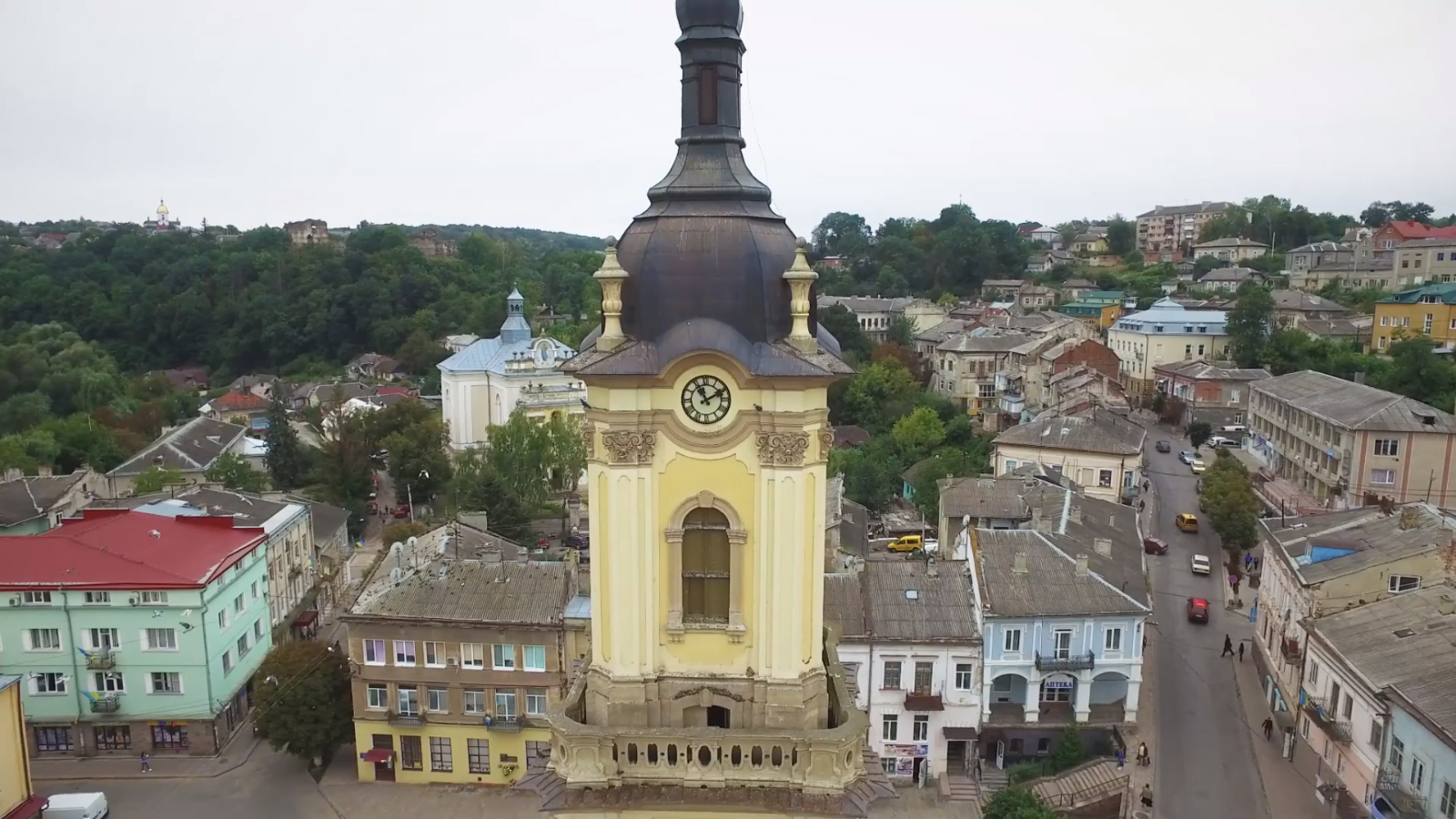
l'église de l'Assomption, classée[10].